# Joseph Rebell

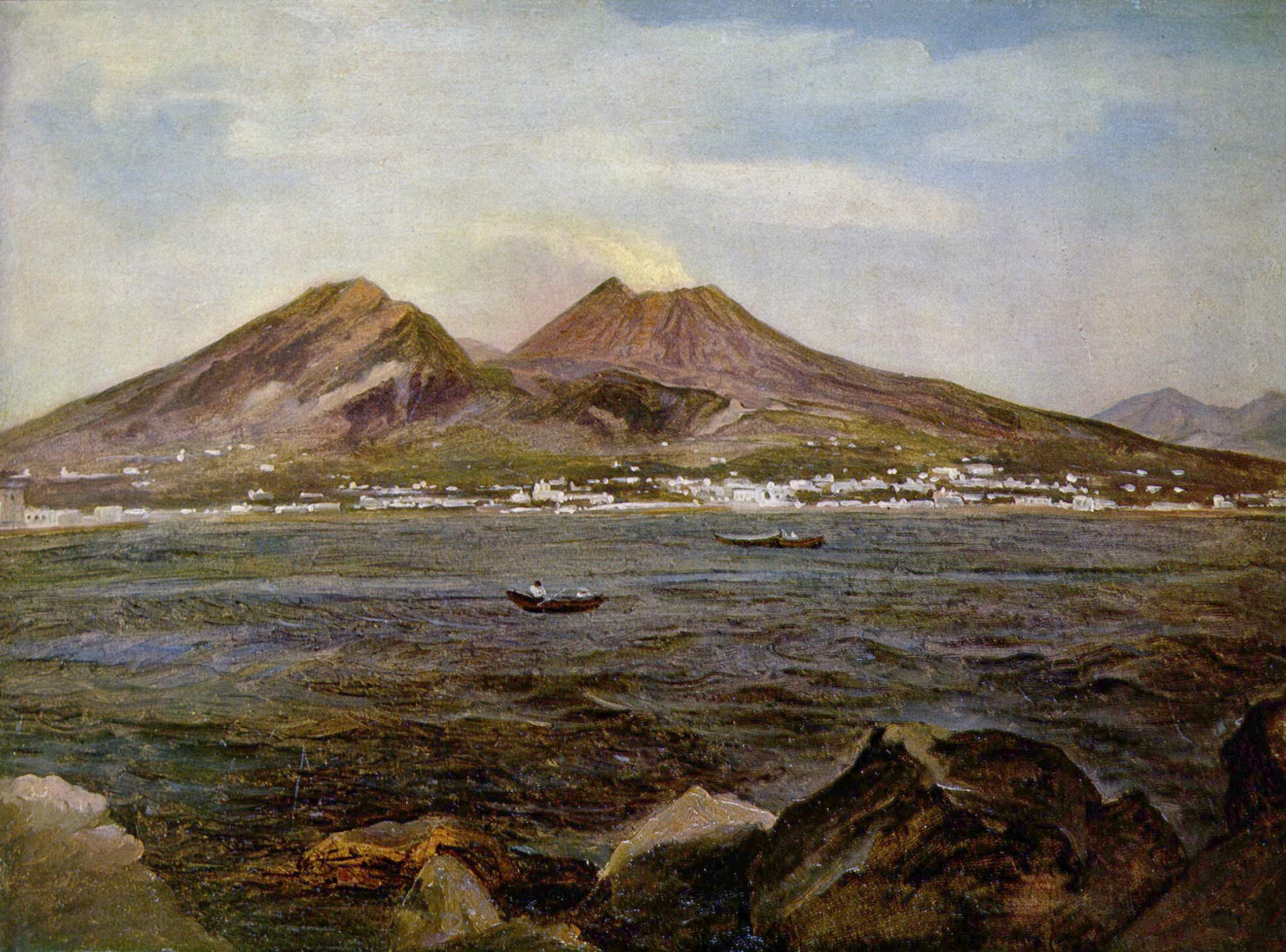
Le Golfe de Naples.

Joseph Rebell est un peintre paysagiste autrichien. Après avoir longtemps séjourné en Italie, il a été conservateur de la galerie du palais du Belvédère à Vienne (Autriche).

## Biographie
Il étudie l'architecture à l'Académie des Beaux-Arts de Vienne à partir de 1799. Il travaille égalemet comme dessinateur auprès de Louis Montoyer. Il suit également des cours particuliers auprès de Michael Wutky. Il séjourne à Berne en Suisse en 1809 puis à Milan entre 1810 et 1812 à la cour d'Eugène de Beauharnais. En 1813, il part pour Rome puis à Naples jusqu'en 1815, notamment à la cour de Joachim Murat et Caroline Bonaparte pour qui il peint des vues de résidences royales. Il s'installe ensuite à Rome en 1815. Il devient membre honoraire de l'Accademia di San Luca en 1819.
En 1824, il est appelé à Vienne par François Ier d'Autriche pour diriger la Galerie du Belvédère. Il devient également directeur de l'école de peinture de paysage à l'académie impériale. En tant que directeur du musée, il fonde un laboratoire, il renouvelle l'exposition des œuvres et fait installer un chauffage central pour maintenir une température constante dans les salles. À l'occasion d'un voyage entre Prague et Munich, il est atteint de la tuberculose à Dresde. Il est soigné chez le peintre Carl Christian Vogel von Vogelstein où il meurt en 1828.

## Œuvres principales
- 10 vues du golfe et de palais de Naples, 1814-1815, Musée Condé, Chantilly[2]
- Vue de Casamicciola sur l'île d'Ischia, 1813, Neue Pinakothek, Munich
- Éruption du Vésuve dans la nuit, 1815, Liechtenstein Museum, Vienne
- Vue du golfe de Naples, Staatliche Kunsthalle Karlsruhe
- Côte de Capri au coucher du soleil, 1817, Neue Pinakothek, Munich
- Vue d'Atrani près d'Amalfi, 1817, Kunsthalle de Hambourg[3]
- La Digue à Portici, 1818, Neue Pinakothek, Munich[4]
- Vue du Pausilippe à Ischia, 1821, Neue Pinakothek, Munich[5]
- Arche de pont en Italie, 1822, Kunsthalle de Hambourg[6]
- Paysage d'Arcadie au tholos, Galerie Neue Meister, Dresde
- Vue de la ville de Vietri surplombant la côte amalfitaine et le golfe de Salerne, 1827, Alte Nationalgalerie, Berlin
- Château de Persenbeug vers le nord-ouest, 1827, Galerie du Belvédère, Vienne[7]
- Vue de Pöggstall, 1827, Galerie du Belvédère, Vienne[8]
- Arco di Miseno près de Miliscola avec vue sur Nisida, 1828, Alte Nationalgalerie